# 酢酸鉛(II)
酢酸鉛(II) （さくさんなまり に。Lead(II) acetate）は鉛化合物の一種で、甘みを持つ無色の結晶である。酸化鉛(II)を酢酸と反応させることによって得られる。他の鉛化合物と同様、毒性が強い。水やグリセリンに可溶である。水の存在下で三水和物 Pb(OCOCH3)2·3H2O を生じ、これは潮解性を持つ単斜晶系の結晶である。価数を付さず単に酢酸鉛とも呼ばれる。鉛糖は三水和物の俗称 (sugar of lead)。他の英語の別名としてはsalt of Saturn（直訳:鉛の塩。"Saturn"とは土星のことで、錬金術における鉛の別名）、Goulard powder（直訳:グラール粉。トマ・グラールにちなむ）がある。

## 古代における利用
甘味があり、歴史的に甘味料として用いられていた。
古代ローマにおいては、蜂蜜以外に手に入る甘味料は少なかった。
そのため完熟させたブドウの果汁（ムスト）を、鉛でコーティングされた青銅器で煮ることによって得られるサパ (sapa) と呼ばれるシロップが、甘味料として好んで作られていた。
このシロップは殺菌効果もあったことから、当時ワインの甘み付けや果物の保存に一般的に使われていた。しかしこれには製造の過程で青銅器にコーティングされた酢酸鉛などの鉛化合物が、加熱によって溶け込んでいる。加えて焦げ付き防止のためにかき混ぜる際に被膜がこすれて傷つき、より多くがシロップに溶け込むことになる。
当時ワインを好んで飲んだ者が、このようなシロップを添加したことから鉛中毒となっていた可能性が否定できず、多くの皇帝など古代ローマの記録に残る有名な人物の発狂や死の原因ともなったと考える研究者がいる。
作曲家ベートーヴェンが、その晩年ほぼ耳が聞こえなくなった原因として、鉛中毒という説がある。
現代ではその毒性がよく知られているため、用いられることはない。

## 用途
染料の媒染剤となる。髪染め用の染料の主成分として低濃度で使われる。塗料やワニスの乾燥剤としても用いられる。また、有機化合物中の硫黄検出で金属ナトリウムを使用したときに生成する硫化ナトリウムを検出するのに用いられる。このとき硫化鉛(II) の黒色沈殿ができる。また、リンドラー触媒の触媒毒としても用いられる。他の鉛化合物の合成にも用いられる。

## 危険性
上記の通り鉛中毒の原因物質の一つとなっている。また酢酸鉛(II) などの鉛化合物は胎盤を通過して胚に達し、胎児の死亡をもたらすと報告されている。鉛の塩は、特定種の動物に対する催奇性も持つ。